# Thaicom-1
Thaicom-1 (anche noto come Thaicom 1A) è stato il primo satellite artificiale thailandese. Messo in orbita nel 1993, ha reso la Thailandia la 28ª Nazione ad avere un satellite in orbita e la nona in Asia. Ciò è tuttavia avvenuto indirettamente, dal momento che nessuna agenzia o istituzione scientifica statale aveva progettato la messa in orbita, bensì la Thaicom Public Company Limited, ovvero un ente privato (come già, ad esempio, nel caso del lussemburghese Astra 1A). Ciò nasceva in gran parte dall'esigenza di modernizzare le comunicazioni all'interno di un Paese già in grande trasformazione, ma ancora profondamente rurale.
È stato fabbricato dall'azienda statunitense Hughes Aircraft, da anni affermatasi nel settore.
Per il lancio, la Thaicom si rivolse all'azienda francese Arianespace SA, che già da anni offriva questo servizio (aveva, ad esempio, messo in orbita il saudita Arabsat-1A nel 1985). La messa in orbita fu resa possibile grazie ad un razzo Ariane 4 lanciato dal Centre spatial guyanais.